# Atlantisk (sprog)
Atlantisk er et kunstsprog, der er blevet udviklet af Marc Okrand specielt til Disneys film, Atlantis - Det forsvundne rige. Sproget var ment til at skulle være et modersmål og har derfor beslægtethed med de indoeuropæiske sprog, ligesom at sproget har sit eget grammatiske system. Sproget består af mange sammensatte ord, og har sin inspiration fra sumeriske og amerikanske sprog. Beslutningen om at sproget skulle kunne fungere som et muligt modersmål blev taget af skaberne bag filmen, og ikke af Marc Okrand sig, som blot fulgte foranstaltningerne om udviklingen af sproget.

## Skrivesystemer
Det er lavet tre slags skrivesystemer indenfor atlantisk:
1. Forfatterens manuskript[1]
2. Det atlantiske alfabet[2]
3. Oplæserens manuskript[3] AHD-luhn-tihs

Denne opstilling viser rækkefølgen over, hvornår de er blevet udviklet. Okrand lavede først sætningerne til forfatternes manuskripter. I de mange dele af filmen, hvor der skal skrives på atlantisk, brugte filmskaberne det atlantiske alfabet, som var skabt af John Emerson med hjælp fra Marc Okrand. Til de dele af filmen, hvor det atlantiske sprog skulle tales, lavede Okrand notationer for at vise, hvordan ordene og sproget skulle udtales og tales af skuespillerne.
Eksempel:
1. Atlantis' Ånder, tilgiv mig for at skænde dit kammer og bringe fremmede til vores by.
2. Nish.en.top Adlantis.ag, Kelob.tem Gabr.in karok.li.mik bet gim demot.tem net getunos.en.tem bernot.li.mik bet kag.ib lewid.yoh. (Okrand's original wouldn't have had periods; these are used for the translation below.)
3. NEE-shen-toap AHD-luhn-tih-suhg, KEH-loab-tem GAHB-rihn KAH-roak-lih-mihk bet gihm DEH-moat-tem net GEH-tuh-noh-sen-tem behr-NOAT-lih-mihk bet KAH-gihb LEH-wihd-yoakh.

(Ånd.Flertal.Tiltaleform.Genitiv.Kammer.Indirekte objekt dig-flertal-familiær.Genitiv kammer.Past-Perfect.1.person-ental for by.Indirekte objekt for fremmede.Flertal.Indirekte objekt for at bringe.Past-Perfect.1.person-ental for jeg-dativ at tilgive.Imperativ-flertal.)
(Skrevet i boustrophedon, som hvis i det atlantiske alfabet: )
NISHENTOP ADLANTISAG KELOBTEM

MIG TEB KIMILKORAK NIRBAG 

DEMOTTEM NET GETANOSENTEM

BIGAK TEB KIMILTONREB

LEWIDYOH

## Atlantiske alfabeat: brug og kilder

### Det skrevne sprogs korrespondance
Dette er hvordan de havde indbyrdes korrespondance med hinanden. For sammenligningens skyld, er bogstaverne blevet arrangeret i et faneopdelt alfabet og er baseret på det ældste eksempel af Northern Semitic Abecedary som blev fundet i det ugariske sprog.
| Forfatterens manuskript | a     | b | g | d | e    | w | h  | i     | y | k | l | m | u    | n | o     | p | r | s | sh | t |
| Oplæserens manuskript   | uh ah | b | g | d | eh e | w | kh | ee ih | y | k | l | m | oo u | n | oa,oh | p | r | s | sh | t |

20 bogstaver fra det atlantiske bevis bliver brugt til at skrive atlantisk i filmen Atlantis – Det forsvundne rige. Bogstaverne c, f, j, q, v, x, z, ch og th er ligeledes blevet udtalt af filmskaberne om ikke at være blevet brugt. Disse bogstaver blev skabt for at det atlantiske kunne blive brugt som forenklet chifferskrift. Disse er også baseret på andre antikke bogstaver, ligesom resten af alfabetet.

### Atlantisk alfabeat: brug
Der er ikke nogen former for punktering og kapitalisering i det atlantiske skrivesystem. Dette karakteristika er baseret på Okrand og antikke skrivesystemer. Det atlantiske alfabet er skrevet i normal bustrofedonsk skrivestil, hvor det er skrevet fra venstre mod højre på første linje, fra højre mod venstre på den næste line og venstre mod højre på tredje linje og herpå følgende, så der opstår et zigzag-mønster i skrive- og læseretningen. Denne form for skriveretning blev forslået af Okrand og er baseret på antikke skrivesystemer, og blev accepteret af filmskaberne, da han forklarede det med at "Det er en konstant frem-og-tilbage bevægelse, ligesom vand, så det virkede."

### Atlantiske numeralier og tal

#### Atlantiske talsystem
Joe Emerson, Marc Okrand og filmskaberne lavede også numeralierne for 0-9. De er stablet horisontalt and har værdierne 1, 20 og 400. Deres komponenter er baseret på mayaernes numeralier og egentligt udarbejdet efter romertal. Hvis tallene skulle bruges, skulle de, ifølge den ikke længere-aktive officielle hjemmesides vejledning, alternativt bruges som hos det arabiske talsystem.

#### Atlantiske tal og suffikser
| Numerale | Atlantiske stamme | Dansk   |
| -------- | ----------------- | ------- |
| 1        | din               | en      |
| 2        | dut               | to      |
| 3        | sey               | tre     |
| 4        | kut               | fire    |
| 5        | sha               | fem     |
| 6        | luk               | seks    |
| 7        | tos               | syv     |
| 8        | ya                | otte    |
| 9        | nit               | ni      |
| 10       | ehep              | ti      |
| 30       | sey dehep         | tredive |

Ordinaltal bliver dannet med suffikset (d)lag: sey 'tre', sey.dlag 'tredje'. d undlades hvis stammen ender på en obstruent eller nasal konsonant: dut 'to', dut.lag 'anden'.
Brøker bliver dannet med suffikset (d)lop: kut 'fire', kut.lop 'en fjerdedel', sha 'fem', sha.dlop 'femtedel'.
Fordelingsfraser dannes ved hjælp af suffikset noh: din 'en', din.noh 'en ad gangen, en hver'.

## Grammatik

### Vokaler og diftongering
| IPA-symbol | Oplæsers skrift | Forfatterens skrift | Eksempel i IPA | Betydning             | Eksempel i IPA | Betydning |
| ---------- | --------------- | ------------------- | -------------- | --------------------- | -------------- | --------- |
| /i, ɪ/     | ee, ih, i       | i                   | ti'kʊdɛ        | at være placeret      | ˈalɪʃ          | barn      |
| /e, ɛ/     | eh, e           | e                   | we'sɛr         | markedsplads          |                |           |
| /eɪ/       | ay              | ey                  | ba'dɛɡbej      | bedst                 |                |           |
| /a, ə/     | ah, uh          | a                   | ma'kɪtəɡ       | kongens (genitiv)     |                |           |
| /aɪ/       | i               | ay                  | kaj'tən        | 7 cm                  |                |           |
| /o, ɔ/     | oh, o, oa       | o                   | o'bɛs          | lava                  |                |           |
| /oɪ/       | oy              | oy                  | ri'sojba       | (tiarmet) blæksprutte |                |           |
| /u, ʊ/     | oo, u           | u                   | ku'nɛt         | overflade             | kʊt            | fire      |

Atlantisks fonetiske forråd inkluderer et vokalsystem med over fem fonems, et system, som findes i mange andre sprog, såsom spansk. De fleste vokaler har to prominente allofone realisationer, som afhænger af om den forekommer i en trykstærk eller tryksvag stavelse. Vokaler i trykstærke stavelser har tendens til at blive meget betonet, hvor tryksvage ligeledes har tendens til at blive ubetonede. Dette ses bl.a. ved 'i' som realiseres som 'i' eller 'ɪ' i henholdsvis trykstærke eller tryksvage stavelser. Samme princip ses også ved 'e', der realiseres som 'e' eller 'ɛ' i samme forhold. Der er tre slags diftongeringer.

### Konsonanter
|              | Bilabial | Alveolar | Alveolo-palatal | Palatal | Velar | Labiovelar |
| Klusil       | p b      | t d      |                 |         | k ɡ   |            |
| Nasal        | m        | n        |                 |         |       |            |
| Frikativ     |          | s        | ʃ r             |         | x r   |            |
| Approksimant |          |          |                 | j r     |       | w          |
| Trill        |          | r        |                 |         |       |            |
| Lateral      |          | l        |                 |         |       |            |

Stederne, hvor symbolerne optræder i par, repræsenterer den venstrestående den stemmeløse konsonant og den højrestående den stemmefyldte konsonant.

### Fonologi
Bortset fra det trykstærke-stavelses-baseret vokalsystem, kan det eneste eksempel på fonologi i hele sproget udtrykkes som:
0 → [m,n] i kontekst med [i,o/e]_-Person/Aspect Suffiks
/bernot-o-ik/

/bernot-o-mik/

[bernot-o-mik]
n → [k,t] i kontekst med _ [i,o]
/bernot-e-ik/

/bernot-e-nik/

/bernot-e-kik/

[bernot-e-kik]

### Ordstilling
Atlantisk har et meget strengt subjekt-objekt-verbum-orden. Det er aldrig nogen afvigelse fra hovedmønsteret. Adjektiver og genitive substantiver placeres bagefter det substantiv, de lægger sig til, forholdsord efter det substantiv eller ledsætning, de lægger sig til og mådeudsagnsord efterfølger det verbum, de lægger sig til og påtager sig et sammensat suffiks. Dog placeres adverbier før det verbum, de lægger sig til. Som det allersidste led i sætningen placeres de spørgende stedord.

Den angivende rækkefølge i ordstillingen indenfor tale er som følger i både spørgende og deklarative udtalelser (i følgende er der en smule overflødige led, som blot bruges for at vise en hel og sammenhængende sætning):
| Ord | Eksempel           | Dansk glose                                              |
| --- | ------------------ | -------------------------------------------------------- |
| Tids-, måde-, og placeringsverbummer | Log                | Hvad                                                     |
| Tids, måde- og placeringsadverbielle substantiver | darim              | tid                                                      |
| Medhjælpende håndteringssubstantiv | shayod.esh         | bruge.hænder                                             |
| Adverbier | ser                | ganske                                                   |
| Adjektiver | gwis.in            | vores                                                    |
| Nominative substantiver | weydagosen         | Besøgende                                                |
| Forholdsord | keylob.tem         | (i) kammeret                                             |
| Adjektiver | ta.mil             | royal                                                    |
| Possessive Pronomener | tug.in             | hans                                                     |
| Forholdsord | net                | i                                                        |
| Dativ/direkte objekts substantiv | makit.tem          | Kongen                                                   |
| Genitive substantivers relation | Adlantis.ag        | of Atlantis                                              |
| Forholdsord | gom                | til                                                      |
| Akkusative substantiver | neshing.mok.en.tem | gode påfunde                                             |
| Adverbium | gawid.in           | glæde                                                    |
| Verbum med modalverbum | bernot             | at bringe                                                |
| Modalverbum [stem.mood.tense/aspect.person/number] | bog.o.mkem         | vi vil være i stand til                                  |
| Spørgende stedord | du                 | eh? (Nordcentralt amerikansk engelsk / Canadisk engelsk) |
| Endelige sammensætning |                    |                                                          |
| Hvad tid vil vi, de besøgende, være i stand til at bruge vores ganske hænder til glædeligt at give vores store påfund til Kongen af Atlantis i hans royale kammer? |                    |                                                          |

Der er to givne variationer af den simple sætningsorden, der involverer sætningsforbindelser, også kaldet forbindelsesartikler. Disse er grammatiske forbindelser, hvis rolle optræder i bl.a. indfødte amerikanske sprog. Disse atlantiske sætningsforbindelser forbinder to ledsætninger i en logisk og dog idiomatisk måde, som resulterer i en fuldstændig sætning, ligesom i det engelsk sprog.
English doesn't use sentence connectors in the following ways, however:
| Ledsætning eller artikel | Eksempel                     | Dansk glose       |
| --- | ---------------------------- | ----------------- |
| Oprindelige ledsætning | "Wil.tem neb gamos.e.tot..." | "Han ser byen..." |
| Forbindelsesartikel | deg                          | (groft) "efter"   |
| Bestemmende ledsætning | duwer.en tirid.              | alle de fremmede. |
| Endelige sætning |                              |                   |
| Ingen udefrakommende ser byen og lever. Mere bogstaveligt, " 'Han som ser byen ser...' er ment til at betyde alle udefrakommende.' |                              |                   |

| Ledsætning eller artikel | Eksempel                                   | Dansk glose                               |
| --- | ------------------------------------------ | ----------------------------------------- |
| Oprindelige ledsætning | Tab.top, lud.en neb.et kwam gesu bog.e.kem | Fader, vi kan ikke hjælpe disse mennesker |
| Forbindelsesartikel | deg                                        | (groft) "og dog"                          |
| Bestemmende ledsætning | yasek.en gesu.go.ntoh.                     | de vil hjælpe de kongelige                |
| Endelige sætning |                                            |                                           |
| Fader, disse mennesker kan måske hjælpe os. Mere bogstaveligt, "Fader, vi kan ikke hjælpe disse mennesker og dog kan de hjælpe os, kongen og prinsessen" |                                            |                                           |

| Ledsætning eller artikel                             | Eksempel                           | Dansk glose              |
| ---------------------------------------------------- | ---------------------------------- | ------------------------ |
| Beskrivende ledsætning                               | Ketak.en.tem obes.ag sapoh.e.kik   | Jeg ser lavahvalerne     |
| Forbindelsesartikel 2                                | yos                                | (groft) "så"             |
| Handlings ledsætning                                 | lat nar badeg.bey tikud.e.tot dap? | hvor er det bedste sted? |
| Endelige sætning                                     |                                    |                          |
| Hvor er det bedste sted, hvorfra at se lavehvalerne? |                                    |                          |

### Substantiver
Der findes syv grammatiske ordklasser inden for substantiver.

#### Grammatiske ordklasser
| Tal | Ordklasse        | Suffiks       | Eksempel | Danske glose                                         |
| --- | ---------------- | ------------- | -------- | ---------------------------------------------------- |
| 1   | Nominativ        | intet suffiks | yob      | krystal                                              |
| 2   | Indirekte objekt | -tem          | yobtem   | krystallen giver, i krystallen, til krystallen, m.m. |
| 3   | Genitiv          | -ag           | yobag    | krystallens                                          |
| 4   | Vokativ          | -top (1)      | Yobtop   | O Krystal!                                           |
| 5   | Instrumentalis   | -esh          | yobesh   | at bruge krystallen                                  |
| 6   | Ukendt 1         | -kup (2)      | yobkup   | (noget) krystal                                      |
| 7   | Ukendt 2         | -nuh (3)      | yobnuh   | (noget) krystal                                      |

Bemærkninger:
- 1. Med undtagelser af  "mat", "mor", som påtager sig den Moder-datterlig/sønlige-suffiks – tim. Bemærk at det eneste anden slægtsskabelig term, "far", "tab", tager den sædvanlige -top.
- 2. Ingen oversættelse givet. Som det bliver diskuteret i "Vogterens bog" på "Collector's DVD": ketub-kup (sidee 4) og setub-mok-en-tem (side 10), setub-mok-en-ag (side 5) og setub-kup (pages 1–4).
- 3. Ingen oversættelse givet. Som det bliver diskuteret i "Vogterens bog" på "Collector's DVD": derup-tem og derup-nuh (side 5).

#### Andre suffikser
| Grammatiske funktion | Suffiks | Eksempel | Dansk glose         |
| -------------------- | ------- | -------- | ------------------- |
| Flertall             | -en     | yoben    | krystaller          |
| Forstærkende         | -mok    | Yobmok   | Den Mægtige Krystal |

Substantiver i flertal får tillagt suffikset -en. Ordklassesuffiks går aldrig forud for et -en flertalssuffiks. "-Mok" følger efter det.

### Pronomener
Der er fem grammatiske ordklasser indenfor pronomener.

#### Grammatiske ordklasser
| Tal | Ordklasse | Suffiks       | Eksempel | Dansk glose                       |
| --- | --------- | ------------- | -------- | --------------------------------- |
| 1   | Nominativ | intet suffiks | kag      | jeg                               |
| 2   | Akkusativ | -it           | kagit    | mig, til hvem (det var sendt fx). |
| 3   | Dativ     | -ib           | kagib    | (til) mig                         |
| 4   | Genitiv   | -in           | kagin    | mit ( mit hjerte, karod kagin)    |
| 5   | Ukendt    | -is           | kagis    | ikke oversat (1)                  |

Bemærkninger:
- 1. Ingen oversættelse givet. Optræder i den første "First Mural Text" på "Collector's DVD": tug-is.

### Verber
Verber bliver bøjet ved hjælp af to suffikser, et for tid/aspekt og et andet for person/antal.

#### Tid/aspekt-suffikser
| Tal | Navn                         | Suffiks | Eksempel      | Dansk glose                     |
| --- | ---------------------------- | ------- | ------------- | ------------------------------- |
| 1   | Simpel nutidsform            | -e      | bernot.e.kik  | Jeg bringer                     |
| 2   | Førnutidsform                | -le     | bernot.le.kik | du har bragt                    |
| 3   | Nutidsform om nødvendighed   | -se     | bernot.se.kik | Jeg er nødt til at bringe       |
| 4   | Simpel datidsform            | -i      | bernot.i.mik  | Jeg bragte                      |
| 5   | Øjeblikkeligt datidsform     | -ib     | bernot.ib.mik | Jeg har lige bragt              |
| 6   | Førdatidsform                | -li     | bernot.li.mik | Jeg havde bragt                 |
| 7   | Simpel fremtidsform          | -o      | bernot.o.mik  | Jeg vil bringe                  |
| 8   | Fremtidsform om mulighed     | -go     | bernot.go.mik | Jeg vil måske bringe            |
| 9   | Fremtidsform om datid        | -lo     | bernot.lo.mik | Jeg ville have bragt            |
| 10  | Fremtidsform om nødvendighed | -so     | bernot.so.mik | Jeg vil være nødt til at bringe |

| -e  | sapoh.i.mik (SJ:10)       | Jeg så                             | sapoh.e.kik (ST)      | Jeg ser                       |                          |                     |                   |                         |
| -le | yube.in/yugeb.le.tot (IS) | underlig/han opfører sig underligt | panneb.le.nen (IS)    | du ved                        | peren.le.mot (DVD:MURAL) | Ikke oversat        | pasil.le.tot (IS) | dette er tilstrækkeligt |
| -se | kaber (SJ:789)            | Alarmér!                           | kaber.se.kem          | vi er nødt til at alarmere    |                          |                     |                   |                         |
| -i  | es.e.tot (ST)             | det er                             | es.i.mot (SJ:10)      | det vil blive                 |                          |                     |                   |                         |
| -ib | bernot.li.mik (IS)        | Jeg havde bragt                    | bernot.ib.mik (IS)    | Jeg har lige bragt            |                          |                     |                   |                         |
| -li | bernot.ib.mik (IS)        | Jeg har lige bragt                 | bernot.li.mik (IS)    | Jeg havde bragt               |                          |                     |                   |                         |
| -o  | komtib.lo.nen (SJ:5)      | du ville have fundet               | komtib.o.nen (SJ:5)   | du vil finde                  |                          |                     |                   |                         |
| -go | satib.yoh (IS)            | flyt jer!                          | satib.go.ntoh (SJ:89) | de vil flytte sig             | gesu.go.ntoh (IS)        | de vil måske hjælpe |                   |                         |
| -lo | komtib.o.nen (SJ:5)       | du vil finde                       | komtib.lo.nen (SJ:5)  | du vil have fundet            |                          |                     |                   |                         |
| -so | komtib.lo.nen (IS)        | du vil have fundet                 | komtib.so.nen (SJ:5)  | du vil være nødt til at finde |                          |                     |                   |                         |

#### Bestemmende suffikser
| Tal | Navn                             | Suffiks       | Eksempel                            | Dansk glose              |
| --- | -------------------------------- | ------------- | ----------------------------------- | ------------------------ |
| 1   | Imperativ bestemmende singularis | ingen suffiks | (Tok.it) Bernot!                    | Bring (det, du)!         |
| 2   | Imperativ bestemmende pluralis   | -yoh          | (Tok.it) Bernot.yoh!                | Bring (det, alle)!       |
| 3   | Passivt bestemmende              | -esh          | (Im.tem shib.an) bernot.esh.ib.mik. | Jeg bragte lige (noget). |
| 4   | Infinitiv                        | -e            | bernot.e                            | at bringe                |

| Tal           | Navn                     | Suffiks          | Eksempel               | Dansk glose | Eksempel            | Dansk glose | Eksempel    | Dansk glose | Eksempel        | Dansk glose   |
| ------------- | ------------------------ | ---------------- | ---------------------- | ----------- | ------------------- | ----------- | ----------- | ----------- | --------------- | ------------- |
| ingen suffiks | nageb.o.ntoh (SJ:789)    | de vil komme ind | Nageb.yoh (ST)         |             | Kom ind, alle!      | Nageb!      | Kom ind!    |             |                 |               |
| -yoh          | gamos.i.mik (DVD:TRAVEL) | Jeg så           | Gamos.yoh! (DVD:MURAL) | Må I se!    | gamos.e (DVD:MURAL) | at se       | Beket! (ST) | Du er bedt! | Beket.yoh! (ST) | Alle er bedt! |

#### Person/tal-suffikser
| Person | Tal        | Relation       | Ordets stamme | Suffiks | Dansk glose          |
| ------ | ---------- | -------------- | ------------- | ------- | -------------------- |
| 1.     | Singularis | -              | kag           | -ik     | jeg                  |
| 2.     | Singularis | -              | moh           | -en     | du                   |
| 3.     | Singularis | -              | tug tuh tok   | -ot     | han/hun/den/det      |
| 1.     | Pluralis   | -              | gwis          | -kem    | vi                   |
| 2.     | Pluralis   | ingen relation | gebr          | -eh     | jer (ingen relation) |
| 2.     | Pluralis   | relation       | gabr          | -eh     | jer (relation)       |
| 3.     | Pluralis   | -              | sob           | -toh    | de                   |